# 沃尔特·安德鲁斯
沃尔特·安德鲁斯（英語：Walter Andrews，1881年2月8日—1954年3月12日），加拿大男子自行车运动员。他曾代表加拿大参加1908年夏季奥林匹克运动会自行车比赛，获得男子团体追逐赛铜牌。